# Два Брата (камни)
Камни Два Брата (азерб. İki qardaş daşları) — остров в Каспийском море, расположенный в 20 км от северного берега Апшеронского полуострова.
Остров представляет собой гряду, вытянутую с северо-запада на юго-восток, разделённую узким проливом. Общая длина острова (включая пролив) составляет 80 м, ширина — 10 м, а высота — 3—4 м.
Согласно Энциклопедическому словарю топонимов Азербайджана, остров получил такое название из-за того, что состоит из 2 скал с общим основанием.